# Nicolas Khandar
Nicolas Khandar (Parigi, 1993) è un giocatore di football americano francese, che gioca come runningback per gli Stuttgart Surge.
Dopo aver giocato per le giovanili dei Corsaires d'Évry si trasferisce nel 2012 agli Spartiates d'Amiens e successivamente gioca per due differenti squadre universitarie canadesi. Nel 2017 passa ai Flash de La Courneuve e nel 2021 ai Black Panthers de Thonon. Dal 2023 si unisce ai tedeschi Stuttgart Surge.

## Palmarès
- 1 World Games (2017)
- 3 Casque de Diamant (Spartiates d'Amiens: 2012; Flash de La Courneuve: 2018; Black Panthers de Thonon: 2023)